# Roman Kordziński
Roman Kordziński (ur. 20 kwietnia 1941 w Toruniu, zm. 28 października 2016 w Gnieźnie) – polski reżyser teatralny i operowy, pedagog, dyrektor artystyczny teatrów.

## Życiorys
Ukończył filologię polską i filozofię na Uniwersytecie Mikołaja Kopernika w Toruniu, a następnie reżyserię teatralną w Państwowej Wyższej Szkole Teatralnej w Warszawie im. Aleksandra Zelwerowicza (1968). W trakcie studiów był asystentem Wandy Laskowskiej w Teatrze Narodowym. Był dyrektorem artystycznym Teatru Polskiego w Poznaniu (1973–1981), Teatru im. Wojciecha Bogusławskiego w Kaliszu (1982–1985) oraz Słupskiego Teatru Dramatycznego (1989–1992). Był etatowym reżyserem Teatru im. Wilama Horzycy w Toruniu (1967–1968), Teatru Polskiego w Poznaniu (1969–1970) oraz Wrocławskiego Teatru Współczesnego im. Edmunda Wiercińskiego (1971–1972).
Reżyser wielu spektakli na podstawie dramatów Brechta, Ibsena, Szekspira, Wyspiańskiego, Słowackiego. Wykładał między innymi na Wydziale Artystycznym Wyższej Szkoły Umiejętności Społecznych oraz na Wydziale Wokalno-Aktorskim Akademii Muzycznej im. Ignacego Jana Paderewskiego w Poznaniu, gdzie prowadził przedmiot zespoły operowe.
Ponadto współpracował z Teatrem Narodowym w Warszawie (1965-1966), Teatrem Rozmaitości w Warszawie (1966, 1979, 1981), Teatrem Dramatycznym im. Aleksandra Węgierki w Białymstoku (1967), Bałtyckim Teatrem Dramatycznym im. Juliusza Słowackiego w Koszalinie (1968-1969, 1986), Teatrem Nowym w Poznaniu (1969-1970, 1993 – pierwsza w historii Srebrna Maska dla Mirosława Kropielnickiego za rolę w Słudze dwóch panów Carlo Goldoniego), Teatrem Wielkim im. Stanisława Moniuszki w Poznaniu (1970-1971), Teatrem Zagłębia w Sosnowcu (1981), Teatrem Polskim w Bydgoszczy (1981), Teatrem im. Stefana Jaracza w Olsztynie (1985–1986, 1989), Teatrem im. Adama Mickiewicza w Częstochowie (1987), Teatrem im. Aleksandra Fredry w Gnieźnie (1987–1989), Teatrem im. Juliusza Ostery w Lublinie (1988), Lubuskim Teatrem im. Leona Kruczkowskiego w Zielonej Górze (1988), Sceną na Piętrze (1995–1997, 2000) oraz Teatrem Wielkim w Łodzi (1997, 2006).
Reżyserował także zagranicą m.in. na deskach Pécsi Nemzeti Színház (Teatru Narodowego w Peczu, Węgry) oraz Narodno Pozoriste Banja Luka (Teatr Narodowy Republiki Serbskiej Bośnia i Hercegowina).
Zmarł 28 października 2016 w Gnieźnie. Został pochowany na cmentarzu Miłostowo w Poznaniu.

## Odznaczenia i nagrody
- 1967 – Toruń – IX Festiwal Teatrów Polski Północnej – nagroda za reżyserię „Czajki” Antoniego Czechowa w Teatrze im.Aleksandra Węgierki w Białymstoku
- 1969 – Złota Chryzantema, nagroda publiczności w plebiscycie ZSP i „Expressu Poznańskiego” za przedstawienie „Rzecz listopadowa” Ernesta Brylla w Teatrze Polskim w Poznaniu
- 1969 – Kalisz – IX Kaliskie Spotkania Teatralne – II nagroda za inscenizację „Rzeczy listopadowej” Ernesta Brylla w Teatrze Polskim w Poznaniu
- 1970 – Poznań – Złota Chryzantema – nagroda w plebiscycie czytelników „Expressu Poznańskiego” za przedstawienie „Bar Wszystkich Świętych” Jerzego Broszkiewicza w Teatrze Polskim w Poznaniu
- 1971 – Kalisz – XI KST – wyróżnienie za inscenizację i reżyserię „Kordiana” Juliusza Słowackiego w Teatrze Polskim w Poznaniu
- 1975 – Złoty Krzyż Zasługi
- 1975 – Odznaka za zasługi dla woj. poznańskiego
- 1977 – Dyplom Honorowy Zarządu Głównego Związku Literatów Polskich – Klubu Dramatopisarzy za wybitne osiągnięcia w realizacji dramatu współczesnego w stulecie istnienia teatru
- 1980 – Złota Odznaka honorowa „Zasłużony Białostocczyźnie”